# Acanthostyles
Acanthostyles es un género de plantas de la familia (Asteraceae). Comprende 2 especies descritas y  aceptadas.

## Taxonomía
El género fue descrito por R.M.King & H.Rob. y publicado en Phytologia 22: 111. 1971.

## Especies
- Acanthostyles buniifolius (Hook. ex Hook. & Arn.)
- Acanthostyles saucechicoensis (Hieron.) R.M.King & H.Rob.